# Petzi
Petzi (Rasmus Klump no original Dinamarquês) é uma série de banda desenhada criada em 1951 pelo casal  Dinamarquês - Carla e Vilhelm Hansen (marido e mulher). Essas histórias foram traduzidas em várias línguas fazendo com que o personagem principal ficasse também conhecido por outros nomes, como por exemplo: Rasmus Nalle, Pol ou outras variações.
Dirigidas a crianças, as histórias contam as aventuras de uma cria de urso - Petzi - e os seus amigos Pingo (um pinguim), Riki (um pelicano), Almirante (uma foca), a tartaruga Carolina e o papagaio (este último sem nome próprio) entre outros. Sempre vestido com umas calças vermelhas com pintas brancas, Petzi viaja a bordo do seu barco Mary construído com os seus amigos no primeiro livro.
Embora seja banda desenhada, o formato não usa os balões de fala, mas legendas.
Petzi começou como vinhetas de jornal e atingiu sucesso quando foi traduzido mundialmente. Quando os fãs pediram mais, os Hansen começaram a publicar as histórias em livro. Uma série de televisão em Dinamarquês foi emitida entre 1997 e 2000.
A 17 de Novembro de 2001, a publicação chegou ao seu quinquagésimo aniversário. A ocasião foi assinalada na Dinamarca com a emissão de um selo comemorativo.

## Versões internacionais
- Petzi em Português (Editorial Verbo), Italiano, Francês e Alemão.
- Pol, Pel en Pingo em Holandês
- Bruin ou Barnaby Bear em Inglês (dependendo das editoras)
- Rasmus Nalle em Finlandês e Sueca

## Os Livros
A lista do título Português:
1. Petzi e o Seu Navio
2. Petzi e a baleia
3. Petzi Descobre um Tesouro (Número do livro original dinamarquês 16)
4. Petzi no país do sono
5. Petzi nas Pirâmides
6. Petzi na Ilha das Tartarugas
7. Petzi no Pólo Norte
8. Petzi Alpinista
9. Petzi Agricultor
10. Petzi Faz a Colheita
11. Petzi Dá a Volta ao Mundo
12. Petzi Mergulhador
13. Petzi na Ilha de Robinson
14. Petzi na Pingonésia
15. Petzi Procura o Gambozino
16. Petzi e a Mãe Peixe (Número do livro original dinamarquês 3)
17. Petzi Rei
18. Petzi no Castelo
19. Petzi na gruta encantada
20. Petzi e o Submarino
21. Petzi e João Pouca-Terra
22. Petzi e o Irmão Mais Novo
23. Petzi no País dos Bzus
24. Petzi na Regata
25. Petzi e os Papões
26. Petzi no Alto Mar
27. Petzi Procura o Mary
28. Petzi e o Dia dos Anjos
29. Petzi Viaja Pelo Rio
30. Petzi Procura o Avô
31. Petzi Mestre-de-Obras
32. Petzi Encontra o Tic-Tac e Outros Amigos
33. Petzi Tem Boas Ideias
34. Petzi e o Ladrão de Panquecas
35. Petzi Toma Banho
36. Petzi e os Fantasmas

Existem apenas 4 livros em espanhol: (1972)
1. Pechi construye un barco
2. Pechi y Úrsula
3. Pechi se encuentra a mamá Perca
4. Pechi en el país de los lirones

Não se sabe se livros 5 - 8 (Pechi en las Pirámides,  Pechi en la Isla de las Tortugas,  Pechi en el Polo Norte,  Pechi, montañero) foram publicados.